# Митрофанов, Алексей Михайлович
Алексей Михайлович Митрофанов (21 мая 1973, Макарцево — 5 мая 1996, Чечня) — старшина милиции Архангельского ОМОНа, кавалер Ордена Мужества (посмертно).

## Биография
Родился 21 мая 1973 года в посёлке Макарцево Верховажского района Вологодской области. Учился в средней школе №11 города Архангельск. Служил в армии, затем работал в УВД Архангельской области с 1993 года, милиционер архангельского ОМОНа. Дважды участвовал в командировках в Грозный. Во время первой командировки участвовал в двух крупных операциях: 3 февраля 1995 года с напарником в заслоне вступил в бой против диверсионной группы чеченских боевиков, не дав им установить взрывные устройства. 26 сентября того же года с начальником КПП подавил огневую точку боевиков.
5 мая 1996 года участвовал в рамках своей второй командировки в операции в Горагорском по зачистке местности, начавшейся после отражения нападения боевиков на ретрансляционную станцию. В какой-то момент Алексей наступил на противопехотную мину и, услышав звук детонатора, закрыл своим телом смертоносный снаряд. От полученных ранений скончался на месте, ценой жизни спася командира группы и сослуживцев.
Посмертно награждён Орденом Мужества с формулировкой «за отвагу и героизм, проявленные при выполнении специального задания», а также медалью «За отвагу». Похоронен в Архангельске на Кузнечевском (Вологодском) кладбище, на Афганско-Чеченском мемориале (Мемориале павшим воинам). Оставил жену Галину Митрофановну и сына.
Имя Митрофанова навечно занесено в Книгу памяти и на Стенд памяти УМВД России по Архангельской области. В 2013 году на фасаде школы №11 в Архангельске открыта мемориальная доска с именем А.М.Митрофанова при содействии общественной благотворительной организации «Долг». В УВД Архангельской области ежегодно проводятся соревнования по рукопашному бою и комбинировання милицейская эстафета памяти А.М.Митрофанова.